# Elsie Uwamahoro
Elsie Uwamahoro (23 ottobre 1988) è una nuotatrice burundese, ha preso parte a tre edizione consecutive dei Giochi olimpici estivi dal 2008 al 2016.

## Palmarès
| Anno | Manifestazione       | Sede           | Evento             | Risultato | Prestazione | Note |
| ---- | -------------------- | -------------- | ------------------ | --------- | ----------- | ---- |
| 2007 | Mondiali             | Melbourne      | 50 m stile libero  | batteria  | 39"79       |      |
| 2008 | Giochi olimpici      | Pechino        | 50 m stile libero  | batteria  | 36"86       |      |
| 2009 | Mondiali             | Roma           | 50 m stile libero  | batteria  | 36"56       |      |
| 2011 | Mondiali             | Shanghai       | 50 m stile libero  | batteria  | 35"11       |      |
| 2011 | Mondiali             | Shanghai       | 100 m stile libero | batteria  | 1'17"70     |      |
| 2012 | Mondiali vasca corta | Istanbul       | 50 m stile libero  | batteria  | 33"54       |      |
| 2012 | Mondiali vasca corta | Istanbul       | 100 m stile libero | batteria  | 1'15"13     |      |
| 2012 | Giochi olimpici      | Londra         | 50 m stile libero  | batteria  | 33"14       |      |
| 2013 | Mondiali             | Barcellona     | 50 m stile libero  | batteria  | 34"80       |      |
| 2013 | Mondiali             | Barcellona     | 100 m stile libero | batteria  | 1'16"63     |      |
| 2014 | Mondiali vasca corta | Doha           | 50 m stile libero  | batteria  | 33"55       |      |
| 2014 | Mondiali vasca corta | Doha           | 100 m stile libero | batteria  | 1'13"64     |      |
| 2014 | Mondiali vasca corta | Doha           | 50 m farfalla      | batteria  | 38"97       |      |
| 2015 | Mondiali             | Kazan'         | 50 m stile libero  | batteria  | 34"08       |      |
| 2015 | Mondiali             | Kazan'         | 100 m stile libero | batteria  | 1'18"50     |      |
| 2016 | Mondiali vasca corta | Windsor        | 50 m stile libero  | dns       | dns         |      |
| 2016 | Giochi olimpici      | Rio de Janeiro | 50 m stile libero  | batteria  | 33"70       |      |